# Strandbad Müggelsee

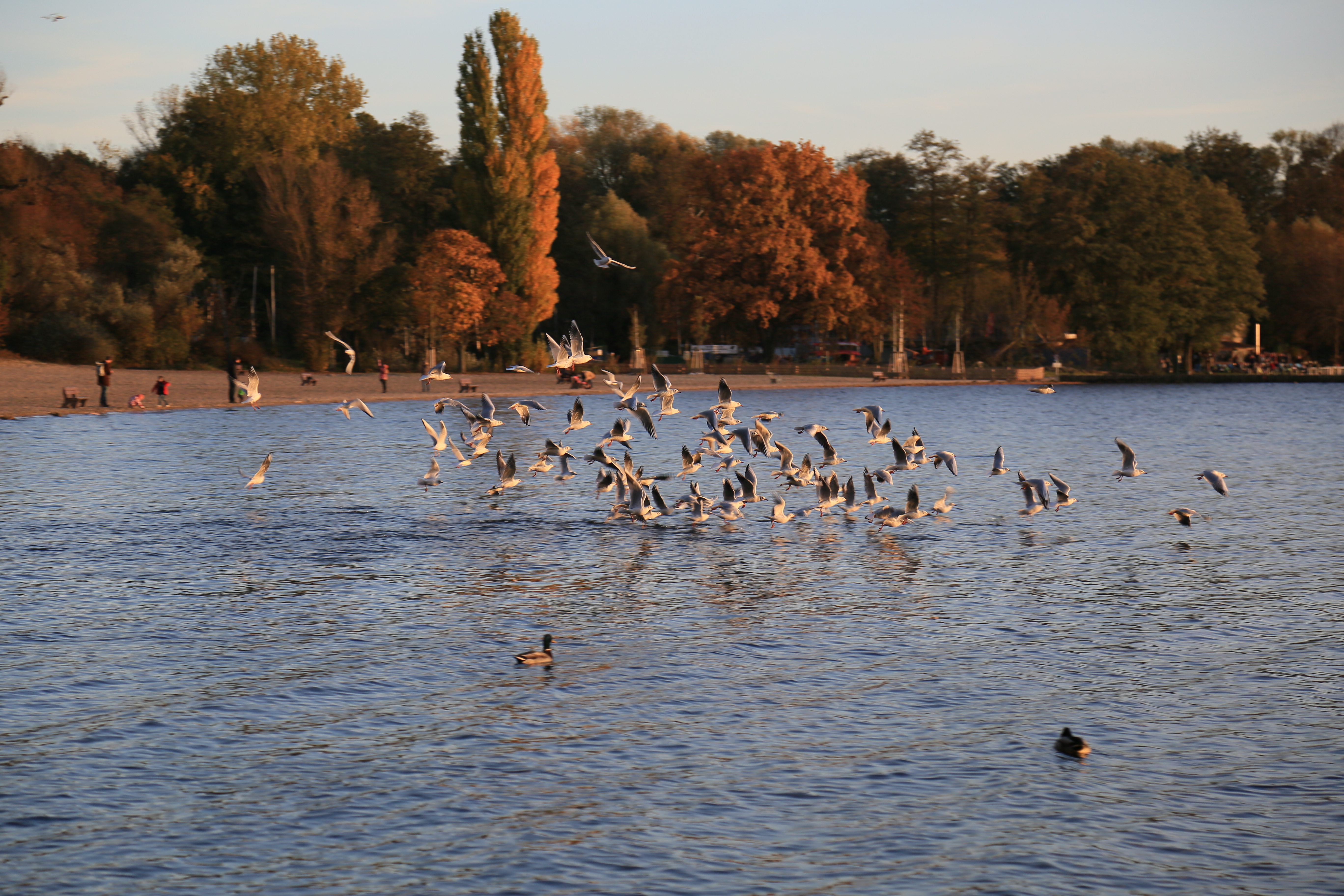
Strandbad Müggelsee

Das Strandbad Müggelsee, auch bekannt als Strandbad Rahnsdorf, ist ein Freibad in Berlin-Rahnsdorf am Nordufer des Müggelsees.
Das Strandbad, welches als Gesamtanlage unter Denkmalschutz steht, wurde Anfang des 20. Jahrhunderts errichtet und bis in die 1980er-Jahre stetig umgebaut und erweitert. Es erstreckt sich über eine Uferlänge von etwa 750 m bei einer Gesamtlandfläche von 211.000 m² und bietet eine Kapazität für 25.000 Badegäste, inklusive FKK-Bereich.
Der Eintritt in das Strandbad Müggelsee ist kostenlos; Unterhaltung und Betrieb werden aus Spendengeldern sowie öffentlichen Zuschüssen durch das Land Berlin gewährleistet.
Das Bad verfügt über eine gute Verkehrsanbindung mit zwei Straßenbahnhaltestellen der Linie 61 sowie Parkflächen am Fürstenwalder Damm.

## Geschichte

### Anfangsjahre

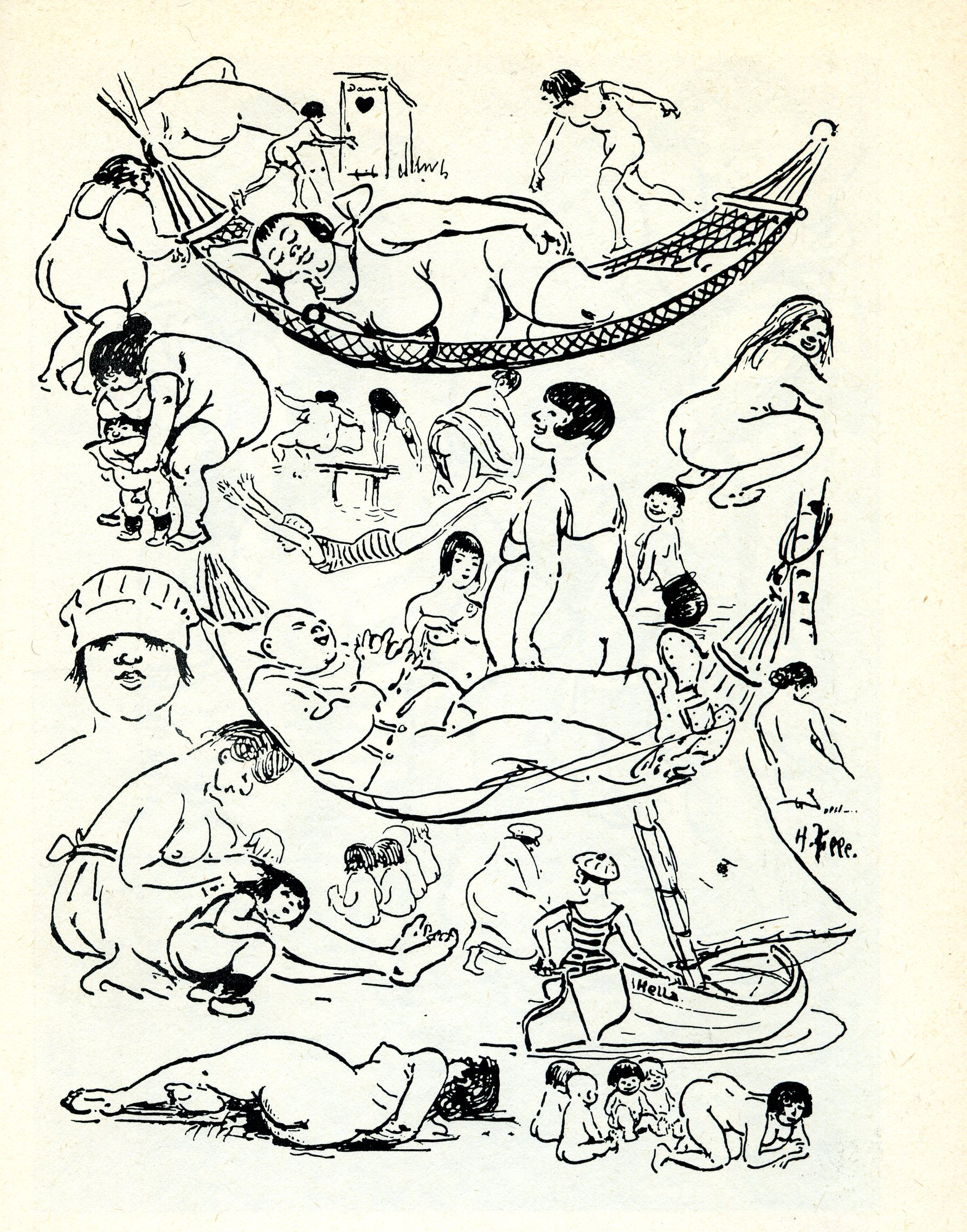
„Sonntagsfreuden am Müggelsee“:Zeichnung von Heinrich Zille, (1858–1929)

Bereits im Jahr 1910 wurden in Privatinitiative auf dem auch schon zuvor von Anwohnern als Badestelle genutzten Gelände erste, temporäre Bauten errichtet.
Die ersten festen, teils hölzernen Umkleide- und Toilettengebäude sowie ein Eingangsgebäude entstanden dann im Jahr 1912 nach Gründung der „Freibad Müggelsee GmbH“. Schon in jenem Eröffnungsjahr zählte man über 177.000 Besucher.

### 1928–2006

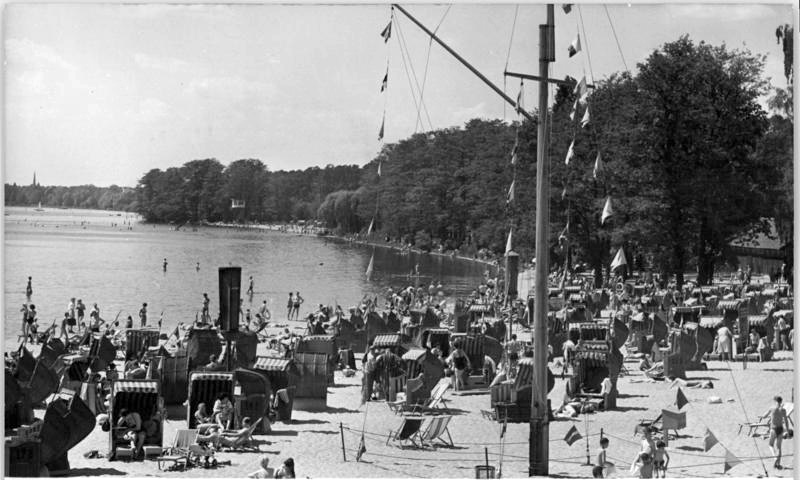
Historische Ansicht des Strandbads, 1963

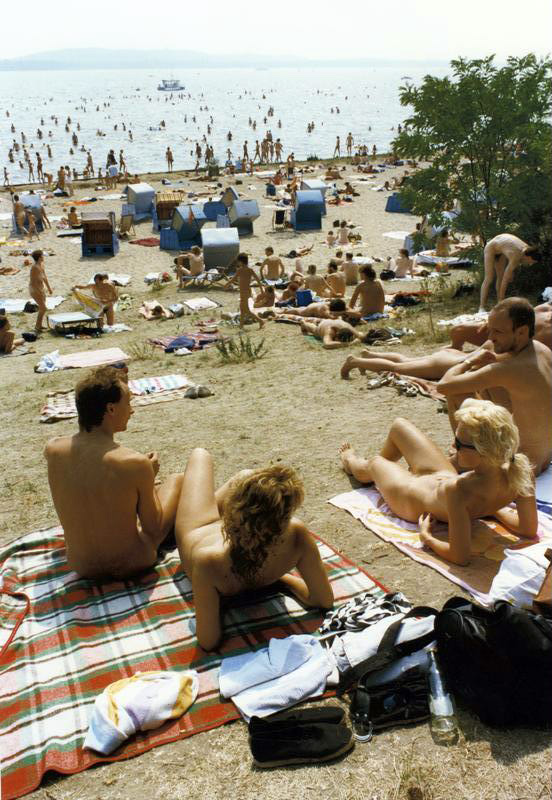
FKK im Strandbad, 1989

Nach wirtschaftlicher Schwierigkeiten und einem Großbrand im Jahr 1928 erfolgte 1929/30 ein Neubau der Anlage
nach Entwurf von Martin Wagner, welcher auch am Bau des Strandbads Wannsee beteiligt war, und Friedrich Hennings.
Hierbei wurde das Bad deutlich größer und unter Verwendung von Stahlbeton errichtet. Neben einer 160 m langen Terrasse mit Freitreppe zum Strand bot die Anlage vielfältige Räumlichkeiten für Umkleiden, sanitäre Anlagen, Verwaltung und Aufsicht sowie diverse Läden mit Dienstleistungsangeboten.
Anlässlich der „Weltjugendfestspiele“ im Jahr 1951 sowie in den Jahren 1976–78 wurde das Bad saniert und erheblich auf eine Gesamtfläche von 121.000 m² erweitert. Seitdem besitzt es eine Tageskapazität von 25.000 Gästen. Neben einer später wieder entfernten Freilichtbühne entstanden unter anderem ein neuer Gastronomiebau, Sauna- und Kegelanlagen.
Bis zum Jahr 2006 verblieb das Strandbad Müggelsee dann in der Verwaltung der Berliner Bäderbetriebe, welche es aus finanziellen Gründen schließen wollten.

### 2006–2009
Nach Übernahme durch den Bezirk Treptow-Köpenick im Jahr 2006 und der damit erfolgten Verhinderung der Schließung wurden zunächst Beräumungs- und Sicherungsmaßnahmen durchgeführt. Das Gelände ist für die Öffentlichkeit kostenlos zugänglich, wenngleich kein offizieller Badebetrieb stattfindet.
Gastronomiegebäude sowie Strandbadgebäude stehen leer, während nur das Saunagebäude noch teilweise bewirtschaftet wird. Die Bausubstanz ist dabei nachhaltig, beispielsweise durch Risse und Undichtigkeiten, geschädigt.
Seit dem Jahr 2009 wird das Bad durch Initiative des Vereins „Bürger für Rahnsdorf e.V.“, welcher sich für dessen Erhaltung einsetzt, und einem Arbeitslosenhilfeträger in provisorischem Betrieb gehalten. Die Besucher lassen sich indes wenig vom Zustand der Anlage beeinflussen. Im Jahr 2009 sollen nach Investorenangaben rund 110.000 Menschen das Strandbad besucht haben (300 Besucher an jedem Tag im Jahr). Andere Quellen, darunter Wassersportler eines am See ansässigen Kanusportvereins, nennen hingegen „deutlich weniger als 40.000 Besucher“ je Badesaison.

### Entwicklung seit 2009
Nachdem ein öffentliches Interessenbekundungsverfahren des Bezirkes zur Findung eines Investors im Jahr 2008 zunächst gescheitert war, wurden 2010 drei Konzepte für den Erhalt und Betrieb vorgestellt. Im März 2011 wurde schließlich die Firma „Kühne Pool & Wellness“ aus Schöneiche vom Bezirksamt als zukünftiger Investor ausgewählt. Für geschätzte 6,12 Millionen Euro sollte eine denkmalgerechte Altbausanierung durchgeführt und ein neues Eingangsgebäude errichtet werden. Weiterhin war der Aufbau eines ganzjährig betriebenen „Wellness- und Spa“-Bereichs, ausgebauten Saunen, Fitnessräumen, Physiotherapie und einer Kindertagesstätte mit insgesamt rund 50 Arbeits- und Lehrstellen vorgesehen. Der Eintritt des Bades sollte weiterhin frei bleiben, dem Bezirk ebenfalls keine Kosten entstehen. Eine Fertigstellung war seitens des Investors für das Jahr 2014 avisiert.
Das Areal sollte hierbei dem Investor per Erbbaurechtsvertrag für 99 Jahre überlassen werden. Da für dieses Vorhaben das Grundstück allerdings zunächst an den Bezirk überschrieben werden muss und sich dies als problematisch herausstellte, war diese Lösung jedoch rasch fragwürdig geworden. Nach weiteren Rückschlägen wie der Erklärung des Bezirks, dass eine erneute europaweite Ausschreibung vonnöten sei, sowie nicht erfolgten Genehmigungen einiger Veranstaltungen auf dem Gelände des Strandbads, teilte Sven Kühne in einem Schreiben vom 3. Januar 2012 mit, nicht mehr länger als möglicher Investor zur Verfügung zu stehen. Ausdrücklich wird dabei auch der Vorbehalt von Schadensersatzansprüchen gegen das Bezirksamt erwähnt.
Im März 2020 wurden durch das Land Berlin 10,5 Millionen Euro für die Sanierung des Strandbades bereitgestellt. Im Juli 2021 wurde mit der Sanierung begonnen, die bis 2024 dauern soll. Der Badebetrieb soll während der gesamten Sanierungsarbeiten möglich bleiben, die das Ensemble wieder möglichst in den ursprünglichen Zustand zurückversetzen und die Gebäude für einen ganzjährigen Betrieb ertüchtigen sollen. Auch nach erfolgter Sanierung soll das Strandbad durch den Bezirk Treptow-Köpenick betrieben werden und kostenfrei zugänglich sein.

## Anlagen

### Gelände

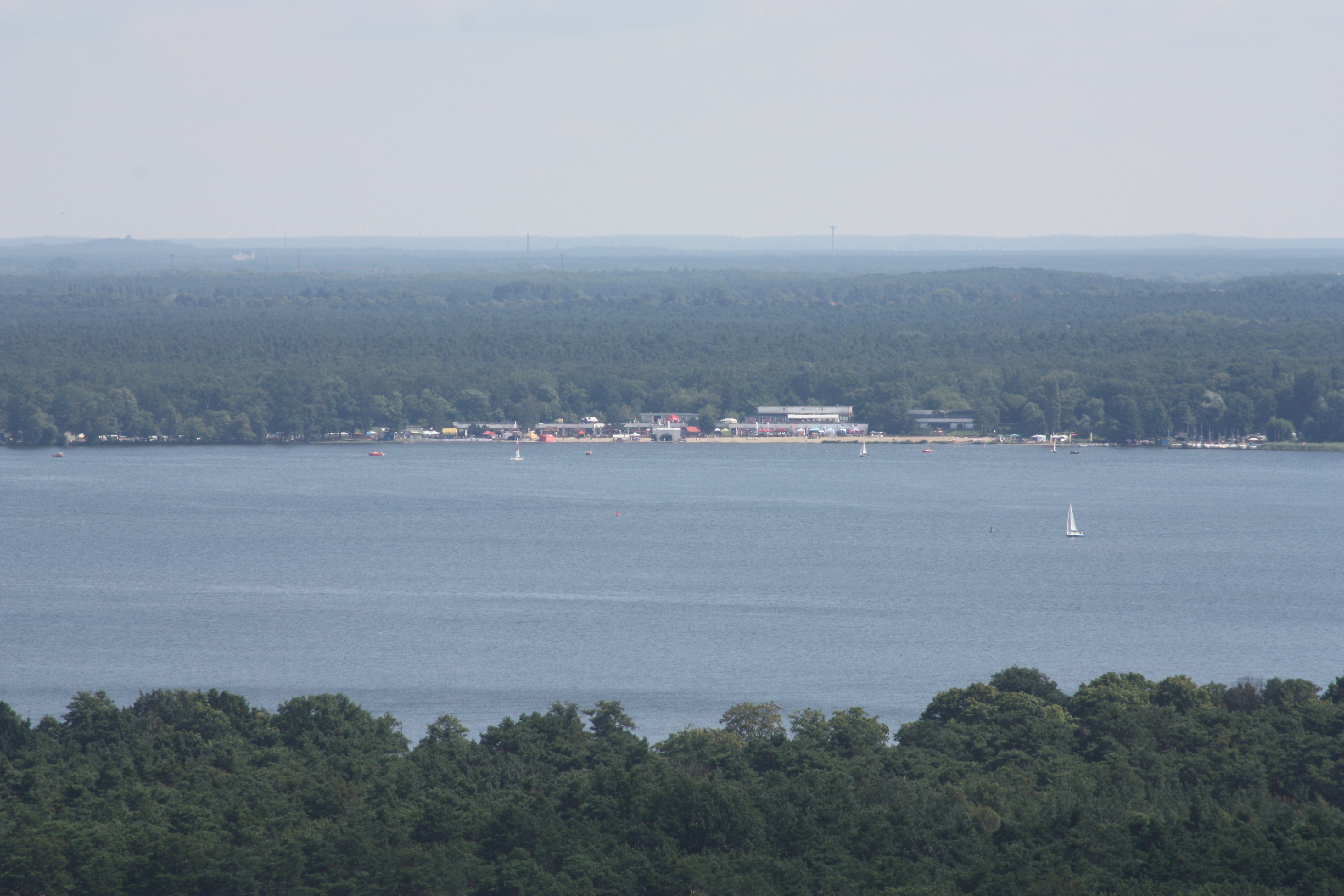
Blick vom Müggelturm auf das Strandbad am Nordufer, 2009

Das Areal umfasst eine Gesamtfläche von 121.000 m² und bietet täglich Platz für 25.000 Gäste. Neben einem ausgedehnten Strandareal gibt es Wiesenbereiche. Am westlichen Ende befindet sich ein FKK-Bereich.
Angrenzend an das Strandbad befindet sich im Westen ein Jugenddorf, welches durch den Jugendbund djo-Deutscher Regenbogen Landesverband Berlin e.V. betrieben wird. Hier werden Herbergsplätze für Kinder- und Jugendtourismus, Seminare und Familienreisen angeboten.
Östlich befinden sich Bootsstege mit Slipanlagen und eine benachbarte Surfschule mit Bar- und Imbissbetrieb, welcher sowohl im Sommer als auch bei im Winter gefrorenem See geöffnet hat.

### Gebäude

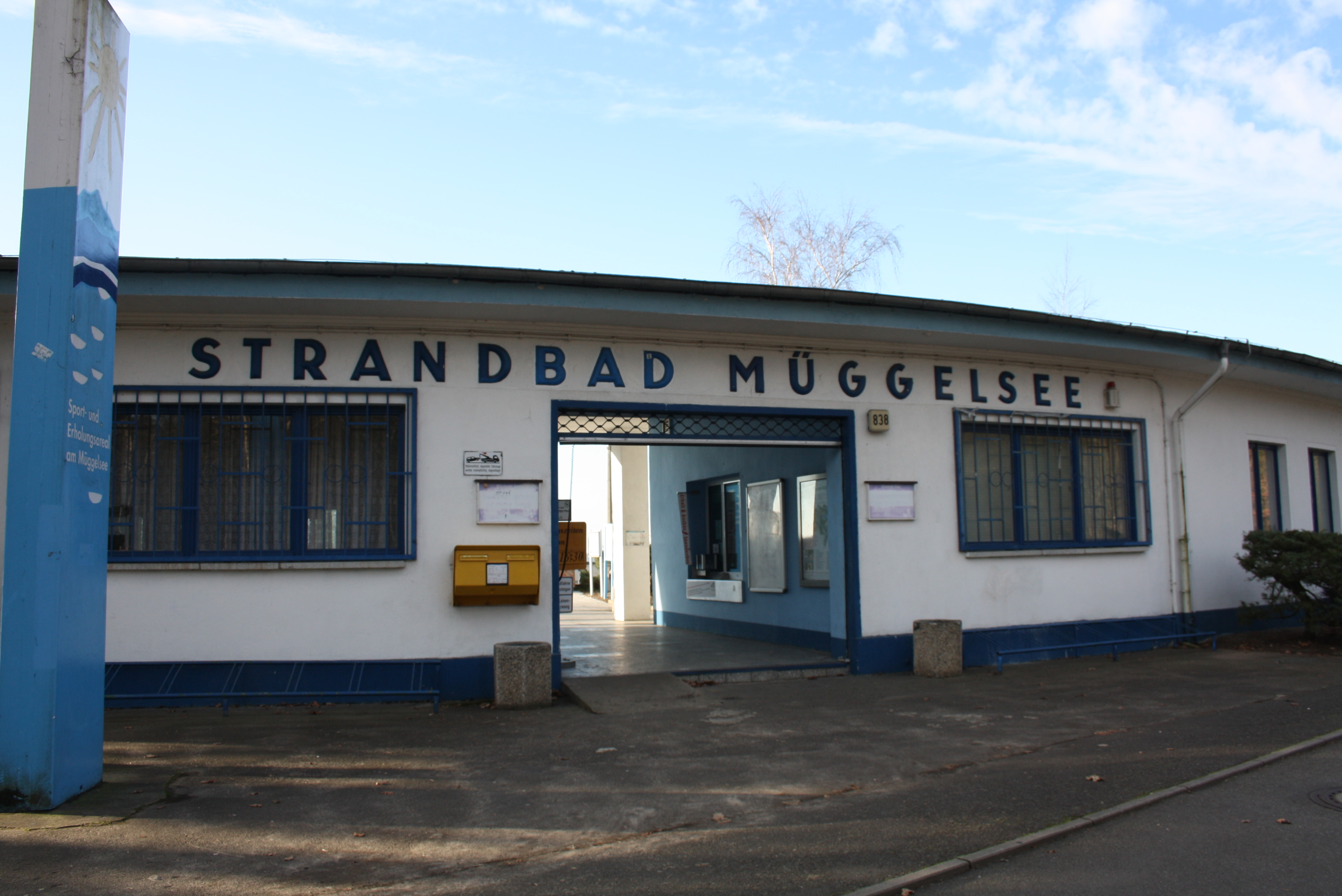
Strandbad Eingang

Die aus den Jahren 1929/30 stammenden, nach den Plänen von Martin Wagner und Friedrich Hennings entstandenen und später mehrfach umgebauten Gebäude des Strandbads stehen als Gesamtanlage unter Denkmalschutz. Dazu gehört unter anderem das Terrassengebäude, die Eingangshalle, Pförtnerwohnung sowie die Plastik Maja, eine Bronzefigur von Fritz Klimsch, welche um 1931 entstand und heute im Heimatmuseum Berlin-Köpenick steht.

### Strand

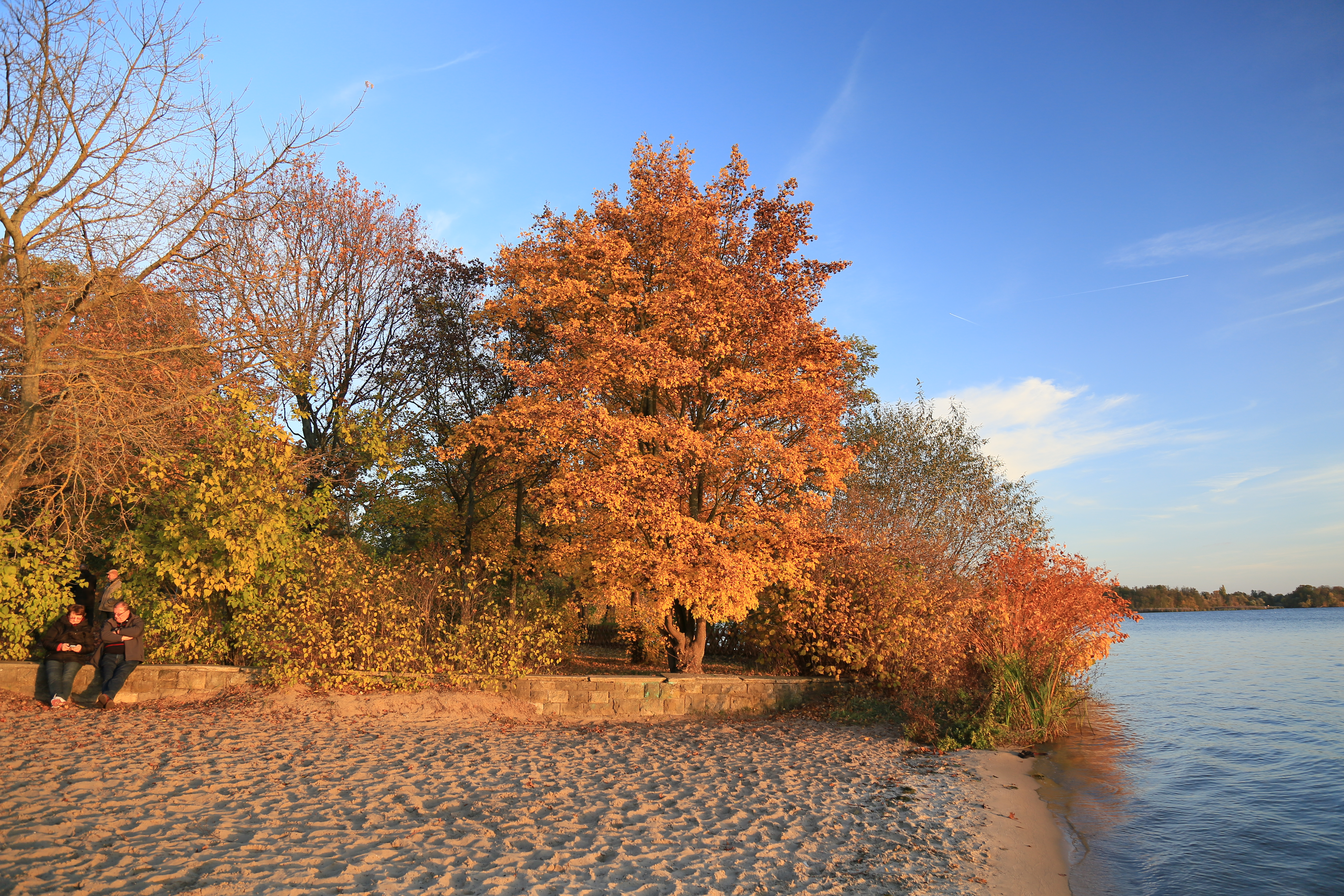
Teil des FKK-Strandes im Herbst

Das Strandbad bietet einen circa 250 m langen frei zugänglichen Natursandstrandbereich im östlichen Bereich sowie einen circa 150 m langen, explizit zum Nacktbaden ausgewiesenen FKK-Strand im westlichen Bereich. Hinter und zwischen diesen beiden Strandabschnitten befinden sich leicht bewaldete Liegewiesen. Die zu DDR-Zeiten errichtete und inzwischen marode Betonkante wurde zum Saisonbeginn 2015 abgetragen. Seitdem ist der Strandzugang wieder ohne Einschränkungen möglich. Finanziert wurde der 500.000 Euro teure Abriss durch Ausgleichsmaßnahmen beim Bau der Süd-Ost-Straßenverbindung.
Im Wasser folgt auf das Ufer ein ca. 60 m in den See führender Flachwasserbereich, durch den das Freibad auch besonders bei Familien mit Kindern sehr beliebt ist.

## Umwelt
Die Landflächen des Strandbades Müggelsee liegen innerhalb der Zone II (engere Schutzzone) des Wasserschutzgebietes für das Wasserwerk Friedrichshagen und die Wasserflächen sind Teil des Landschaftsschutzgebietes LSG-54 Müggelsee und Fredersdorfer Mühlenfließ.